# Homoneura restituta
Homoneura restituta är en tvåvingeart som först beskrevs av Walker 1858.  Homoneura restituta ingår i släktet Homoneura och familjen lövflugor. Inga underarter finns listade i Catalogue of Life.